# 指点杆

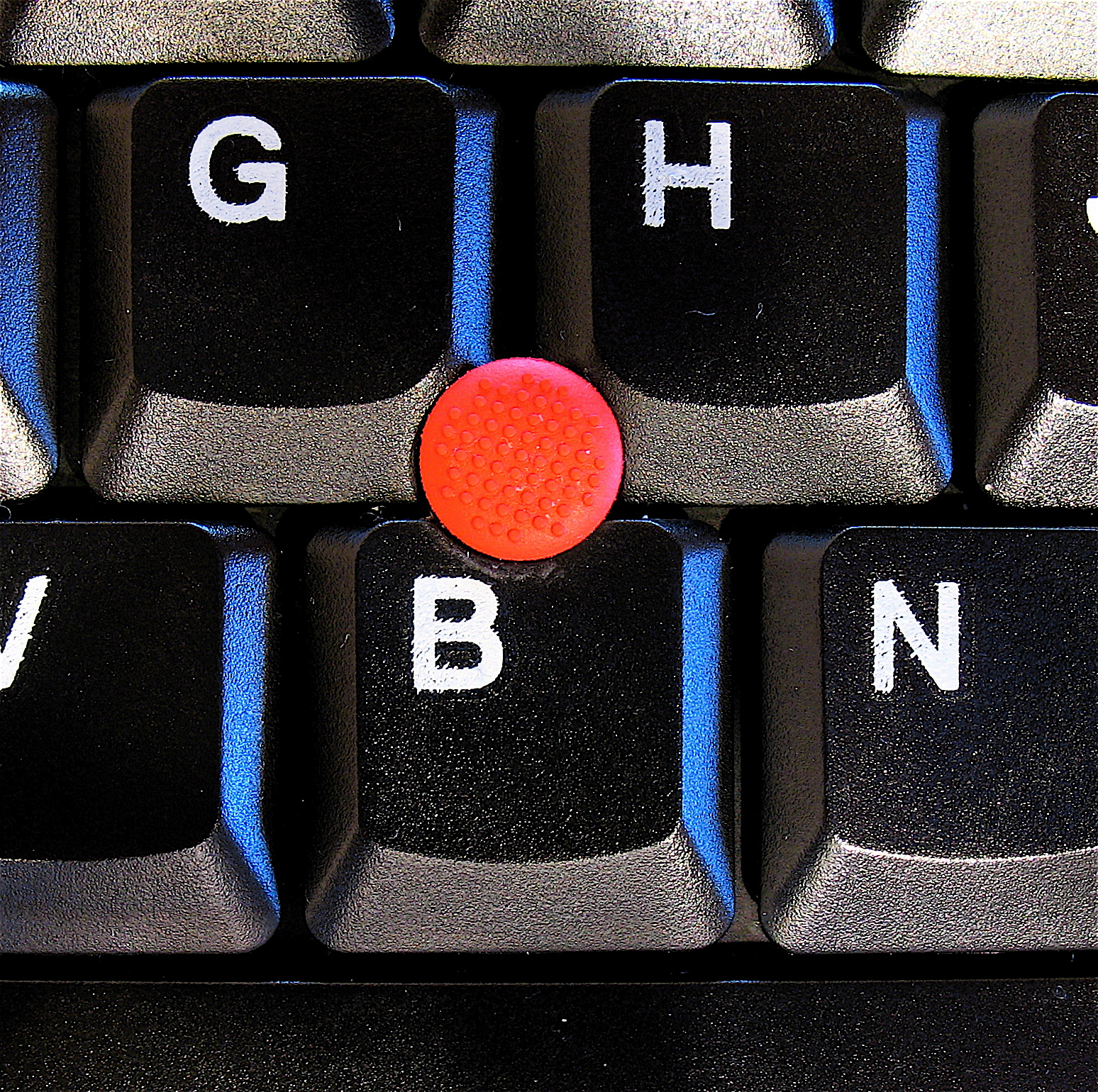
图中是Thinkpad的“TrackPoint”（指点杆中最著名的一种，俗称“小红点”）

指点杆是一种主要应用于笔记本电脑的定点设备。指点杆由科学家Ted Selker发明并应用于多个笔记本电脑品牌，包括ThinkPad、戴尔、惠普，富士通。不同笔记本电脑厂商对其生产的指点杆产品往往有不同的称呼，ThinkPad称其为“TrackPoint”，戴爾则称其为“Track Stick”。指点杆有时也安装在某些鼠标和台式计算机键盘上。ThinkPad 用戶群間有時戲稱TrackPoint為「小紅點」或「中原一點紅」。

## 组成部分
指点杆通常由指点杆和鼠标键组成：指点杆通常位于QWERTY键盘上的按键“G”、“H”、“B”之间，鼠标键则位于空格键下方。指点杆上通常会安装有一个可替换的橡胶帽以提高其可操控性，ThinkPad TrackPoint的橡胶帽通常是品红色的，而其它品牌则通常采用其它不同的颜色。
在ThinkPad開發時，IBM 曾經反對使用紅色的橡胶帽。因為IBM規定，只有緊急用按鍵才可以使用紅色。後來開發人員將紅色轉為紫紅色（Magenta）才勉強通過審查。

## 操作原理
当外力施加在指点杆上时，即刻导致指点杆下部的陶瓷片发生轻微形变，陶瓷片的电阻随之变化，因此产生不同的电信号，电路分析这些不同的电信号就可以判断鼠标指针不同的移动方向和移动速度。

## 优缺点
指点杆尤其受到打字员的青睐，因为它是少数几种不需要将手指从基准键上移开便能操纵鼠标的定点设备。和触摸板有所不同的是，通过指点杆用户可以不间断地长距离移动鼠标而不需要分多次操作。指点杆的上述优点节省工作时间，提高工作效率。

## 发展现状
第3代和第4代TrackPoint引进了一种名为“负惯性”（Negative Inertia）的技术，它使得指点杆在接受外力反应不过于激烈，使得指针移动更加和缓、稳定。IBM的测试表明，应用了这种技术的TrackPoint可以使操纵更加容易。
指点杆有日益衰退的趋势，目前只有少数几个笔记本电脑厂商使用指点杆，而且这些笔记本电脑通常只面向高端商务人士，价格高昂，所以能够接触到指点杆的用户并不多，而能熟练操作指点杆的用户更是少之又少。某些厂商（如IBM）为了维持市场份额，被迫在某些产品上采用了指点杆和触摸板并存的设计，以方便不会使用指点杆的用户。